# Sollefteå
Sollefteå je město ve středním Švédsku ležící ve vnitrozemí v kraji Västernorrland. V roce 2010 v něm žilo 8562 obyvatel.

## Historie
První zmínky o městě pocházejí z roku 1270. V roce 1902 získalo status tržního města a v roce 1917 plný městský status.